# Континентальный завтрак
Континентальный завтрак (англ. continental breakfast, CBF) — приём пищи, основанный на средиземноморских традициях приготовления лёгкого завтрака. Это лёгкая пища, предназначенная для насыщения до обеденного времени.

## Форма обслуживания
В некоторых небольших и недорогих гостиницах создаётся обстановка гостевой кухни — каждый постоялец берёт посуду, еду и напитки лично (самообслуживание), в более дорогих — могут работать официанты, разносящие напитки и сервирующие столы.

## Состав завтрака
Континентальный завтрак может состоять из разных продуктов питания. Так, в одной гостинице в завтрак могут входить кукурузные хлопья, а в другой — нет. Но обязательно будут поданы горячие напитки (безалкогольные) и выпечка. К напиткам обычно подаётся молоко.
Обычный континентальный завтрак включает большинство этих составляющих:
- горячий напиток: кофе, чай или горячий шоколад
- фрукты, фруктовый сок
- молочные продукты: сыр, творог, йогурт
- мёд или джем
- выпечка, например круассан
- варёное яйцо или яичница
- кукурузные хлопья или мюсли, которые заливают молоком
- нарезанную ветчину или колбасу, например салями

## Распространение
Континентальные завтраки распространены не только в средиземноморских странах и Европе — они часто подаются в гостиницах по всему миру, входящих в международные сети гостиниц.

## Происхождение
Сам термин британского происхождения. В Великобритании «континент» означает страны континентальной части Европы. «Континентальный завтрак» таким образом означает тип более лёгкого завтрака, подаваемый в континентальной части, в отличие от более сытного английского завтрака (может включать бекон, пудинг, яичницу, сосиски, картофельное пюре и т. п.).

## Расширенный континентальный завтрак
В зависимости от внутренней организации гостиницы может предлагаться расширенная версия континентального завтрака, которая включает продукты, не вошедшие в обычный завтрак этой гостиницы. Это могут быть кукурузные или шоколадные хлопья, мясные продукты, йогурты и т. п. О том, что именно входит в состав обычного и расширенного континентального завтрака данной гостиницы, лучше узнавать у менеджеров гостиницы около стойки администратора.